# Intersezione stradale

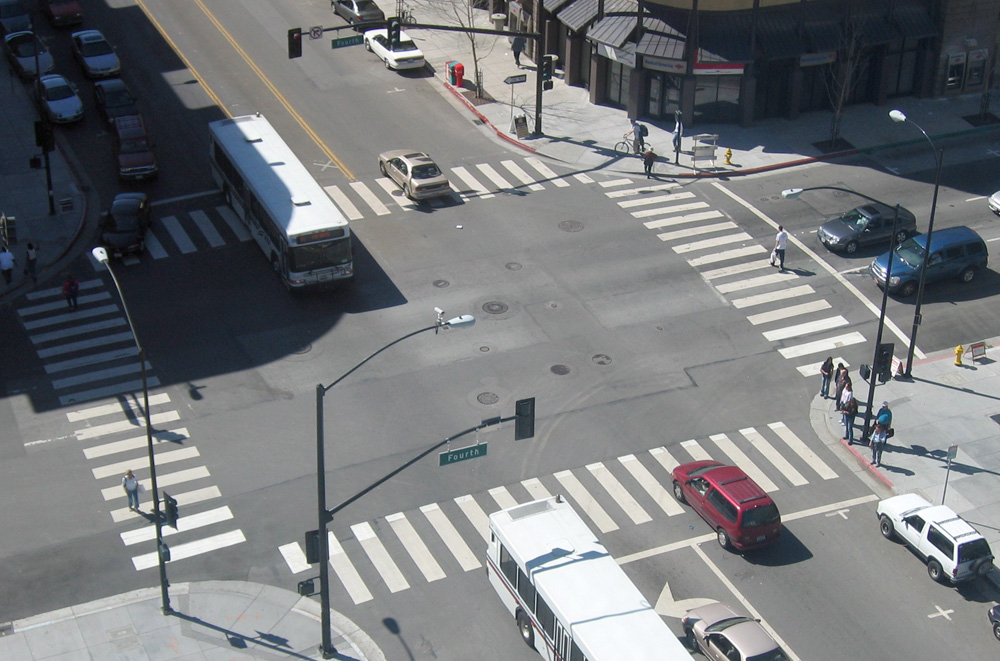
Tipica intersezione stradale cittadina

L'intersezione stradale, comunemente nota come incrocio stradale, è l'area in cui si incontrano tre o più segmenti stradali che convergono in un medesimo punto. Nel caso in  cui i segmenti convergenti siano esattamente quattro, può essere definita anche quadrivio o crocevia. All'interno dell'intersezione sono incluse eventuali rampe accessorie, progettate per facilitare il passaggio dei veicoli da un segmento stradale all'altro.

## Descrizione
Le intersezioni, indipendentemente dalla loro collocazione sul territorio, costituiscono sempre un intralcio al traffico: anche quando l'intersezione si sviluppa su più livelli di strada (mediante ponti o sottopassi), rimane comunque il traffico trasversale di veicoli che necessitano di passare da una corsia all'altra per uscire o per immettersi nel flusso di traffico.

## Tipologia
A seconda dei flussi di traffico per cui è stata progettata, un'intersezione stradale può essere realizzata in modi via via sempre più complessi:
- Intersezione a raso: semplice incrocio fra le due strade, in cui i rispettivi flussi di traffico si intralciano tra loro. Questo tipo di intersezione è predominante nelle città, dove la realizzazione di intersezioni con infrastrutture più complesse non è possibile a causa della carenza di spazio dovuta all'abitato. L'incrocio può essere governato da un semaforo.

- Rotonda: tipicamente usato nelle piazze cittadine, ma anche in ambito non strettamente urbano; riduce l'interferenza ai flussi di traffico rispetto ad un normale incrocio, ma alla confluenza di ogni segmento stradale le intersezioni sono comunque a raso.

- Intersezione a livelli sfalsati: i segmenti convergono sul punto d'incrocio a differenti altezze dal suolo, mediante appositi ponti e/o tunnel. I raccordi fra i flussi di traffico sono consentiti da appositi segmenti stradali, detti "rampe" perché, a causa delle differenti altezze delle strade che congiungono, hanno sempre una pendenza non trascurabile. Solitamente, specie in ambito urbano, solamente una delle strade costituenti l'intersezione non subisce interferenze dall'incrocio; l'altra strada ha una o più intersezioni a raso in corrispondenza della fine delle rampe provenienti dall'altra strada.

- Svincolo: non solo i livelli delle confluenti sono sfalsati, ma ogni flusso di traffico ha una rampa che confluisce omogeneamente in ogni possibile direzione. Per esempio, nell'intersezione fra due strade a doppio senso di marcia, il numero di rampe totali è otto, come facilmente osservabile guardando uno svincolo a quadrifoglio. Tutte le intersezioni fra autostrade sono necessariamente degli svincoli, dal momento che un'autostrada non può presentare intersezioni a raso.